# Диспепсија
Диспепсија (од грчких речи грч. δυσ- лоше и грч. πέψιςдис пептеин - варење) је симптом који означава повремени или стални бол или нелагоду у горњем абдомену.

## Узроци
Узрок диспепсије може бити неко органско обољење, нпр улкус, гастроезофагеална рефлуксна болест, карцином желуца или панкреаса и др, када се означава као органска диспепсија, а ако се органско обољење не идентификује онда се назива функционална диспепсија.
Најчешћи узроци диспепсије су: функционална диспепсија до 60%, пептички улкус 15-25%, Рефлуксни езофагитис 5-15%, карцином желуца и једњака <2%. Ређи узроци диспепсије су: билијарна обољења, панкреатитис, узимање неких лекова, исхемијске болести црева, паразитозе, малапсорпција угљених хидрата, системске болести, карцином панкреаса, други абдоминални тумори.

## Карактеристике
Главна карактеристика диспепсије је досадан и ужарени бол најчешће у желуцу. Бол може бити непрекидан али може се појавити па нестати. Неретко се као попратни симптоми могу јавити надимање, слабост, мучнина и горушице. 
Основни симптоми су жарење и осећај нелагодности и пуноће у желуцу који се јавља пре или после јела. Може бити праћена и осећајем мучнине и повраћањем, подригивањем. Симптоме диспепсије има око 40% одраслих особа у свету, подједнако оба пола. Симптоми су најзаступљенији у радно најактивнијој популацији између 20 и 40 година. Ако је предоминантни симптом функционалне диспепсије бол, означава се као диспепсија слична улкусу, а ако предоминира осећај нелагодности у епигастријуму, означава се као диспепсија слична дисмотилитету. Диспепсија је разлог за око 40% свих гастроентеролошких консултација. Алармни симптоми су симптоми који могу указати на постојање неког органског обољења које се манифестује диспепсијом као нпр улкус, карцином једњака или желуца. 